# Ally, Haute-Loire
Ally är en kommun i departementet Haute-Loire i regionen Auvergne-Rhône-Alpes i centrala Frankrike. Kommunen ligger i kantonen Lavoûte-Chilhac som tillhör arrondissementet Brioude. År 2022 hade Ally 124 invånare.

## Befolkningsutveckling
Antalet invånare i kommunen Ally
| Referens: INSEE |